# جورج زوونکا
جورج زوونکا (رومانیایی: George Zvuncă؛ زادهٔ ۵ مارس ۱۹۳۷) بازیکن فوتبال اهل فرانسه است.
از باشگاه‌هایی که در آن بازی کرده‌است می‌توان به باشگاه فوتبال متس اشاره کرد.